# Manuel Quiroga Losada
Manuel Quiroga Losada est un violoniste et compositeur espagnol, né le 15 avril 1892 à Pontevedra, mort le 19 avril 1961 à Pontevedra,.

## Biographie
Il est né à Pontevedra, dans la rue qui porte aujourd'hui son nom le 15 avril 1892. Encouragé par sa famille à étudier le violon, il a pris ses premières leçons avec un amateur local nommé Juan Sayago,  puis avec un professeur plus qualifié, Benito Medal.  Il a donné son premier concert public en 1900, à l'âge de 8 ans. Il a donné d'autres concerts, le 12 juillet 1903 au Cafe Moderno à Pontevedra et en 1904 au Circulo Mercantil à Saint-Jacques-de-Compostelle.  En juin 1904, il obtient une bourse pour étudier au Real Conservatorio Superior de Música de Madrid, où il étudie avec José del Hierro (1864-1933).
Ses talents de dessinateur commençaient aussi à se révéler en ce moment. En 1907, certains de ses premiers dessins et caricatures ont été publiées dans le magazine Galice, à Madrid.
En 1909, lui et son père partent pour Berlin, afin de prendre des leçons auprès de Fritz Kreisler, dont il admirait le jeu. Mais en passant par Paris, ils ont décidé que Manuel aller passer une audition pour entrer au Conservatoire de Paris, et son nom est arrivé premier  parmi plusieurs centaines de candidats. Il a donc poursuivi ses études avec Édouard Nadaud (1862-1928), et Jules Boucherit au Conservatoire de Paris. À Paris, il a été fortement influencé par les grands violonistes de l'école dite française. Il fréquente les violonistes et compositeurs Georges Enesco, le roumain, Fritz Kreisler, américain d'origine autrichienne, et Eugène Ysaÿe, belge.
En 1911, âgé seulement de dix-neuf ans, il remporte le premier prix du Conservatoire de Paris, devenant ainsi le deuxième violoniste espagnol à l'obtenir, après le grand Pablo de Sarasate. Faisaient partie du jury des compositeurs importants tels que Gabriel Fauré et même Kreisler. Il a obtenu par la suite d'autres prix importants, y compris le prix Sarasate, le prix Jules Garcin et le prix Monnot. Quiroga a été soliste dans des concerts avec l'Orchestre de la Société des concerts du Conservatoire et celui des Concerts Lamoureux. Dans un concert dans sa ville natale de Pontevedra, le 26 août 1911, il était accompagné au piano par Enrique Granados, qui est devenu son ami. Il a ensuite donné un grand nombre de concerts très réussis dans toute l'Espagne et la France, apparaissant souvent avec des associés tels que le violoncelliste Juan Ruiz Casaux, et les pianistes José Cubiles (qui a créé Nuits dans les jardins d'Espagne de de Falla en 1916) et José Iturbi. Il a fait de Paris sa base. Dans le milieu musical et artistique parisien si riche et actif de l'époque, il fait la rencontre d'autres importants musiciens comme Paul Paray, Manuel Infante, Joaquín Nin, Ricardo Viñes, Manuel de Falla, Joaquin Turina, Pablo Casals et Darius Milhaud. Il a fait quelques enregistrements en avril 1912.

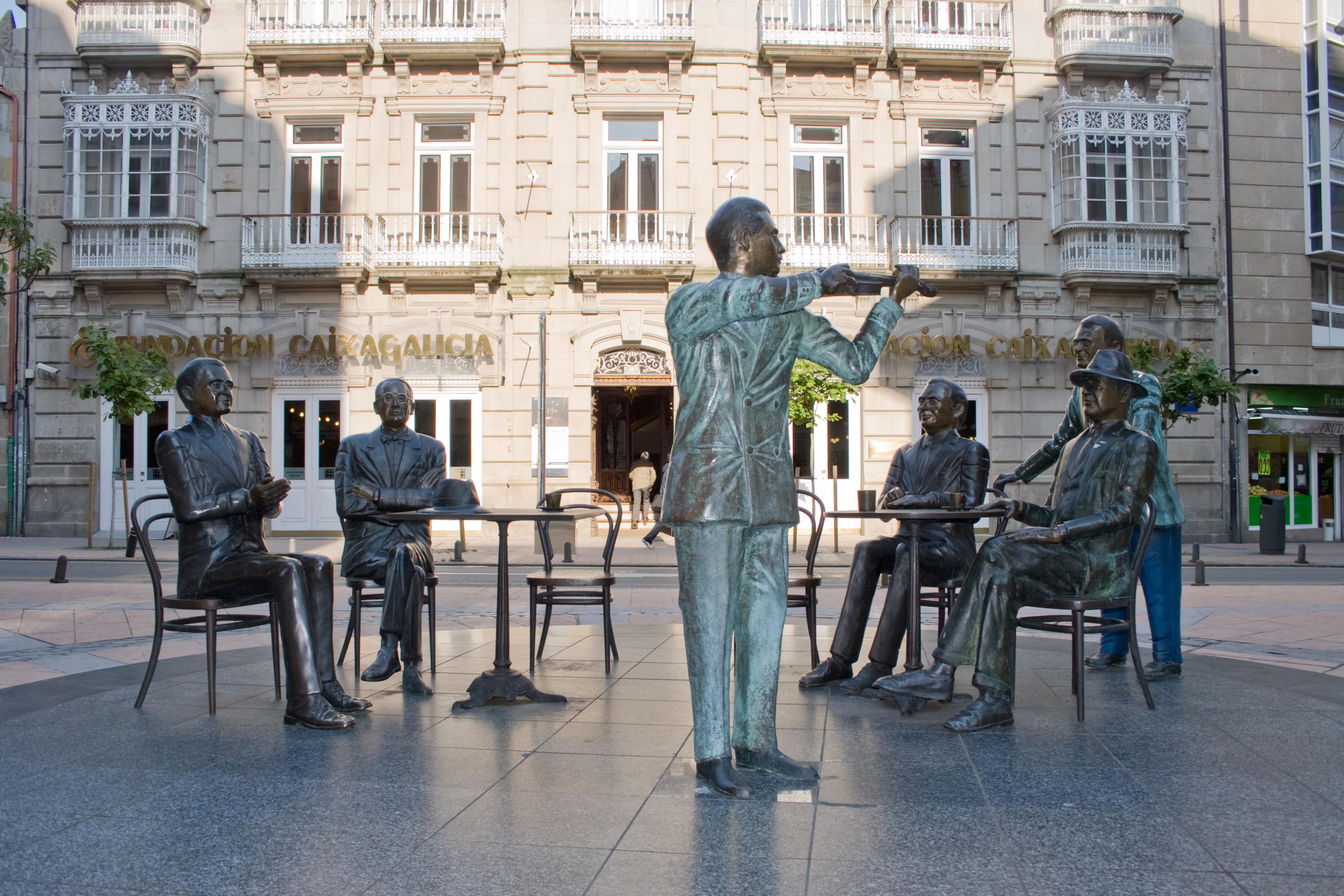
Statue de Quiroga avec ses amis, à Pontevedra, par César Lombera.

Au début de la Première Guerre mondiale, il donnait des concerts en Autriche avec José Iturbi quand il a été accusé d'espionnage et incarcéré pendant un court moment, jusqu'à ce que l'intercession du roi d'Espagne Alphonse XIII obtienne sa libération. La guerre a conduit à l'annulation de cette tournée européenne, mais lui a ouvert la porte vers de nouveaux horizons aux États-Unis, qui était encore neutre. Avant de partir, il a épousé le 21 juillet 1915 la pianiste française Marthe Lehman. Martha Lehman avait remporté le même premier prix au Conservatoire de Paris, mais dans la classe de piano. Il a fait quatre tournées couronnées de succès aux États-Unis et au Canada pendant les années de guerre, en compagnie du pianiste et chef d'orchestre José Cubiles et du violoncelliste Juan Ruiz Casaux. Ses débuts américains se sont faits devant un public de 5 000 personnes à l'hippodrome de New York. D'autres grands violonistes tels que Mischa Elman, Efrem Zimbalist et Albert Spalding ont assisté à ces concerts. Il a refusé une cinquième tournée américaine prévue lorsque son ami Enrique Granados s'est noyé dans la Manche en revenant de New York en 1916, victime d'une attaque par un sous-marin allemand. En 1918-19, il a fait une grande tournée en Espagne et au Portugal, souvent avec José Iturbi, son artiste associé. En Galice, il a été largement reçu comme le plus notable artiste galicien de l'époque, et il était même parfois utilisé comme un symbole par le mouvement nationaliste galicien. Il a été nommé membre honoraire de l'Orchestre Philharmonique de Madrid et a été nommé musicien de la cour du roi Alphonse XIII.
En 1923 Eugène Ysaÿe lui a dédicacé sa sixième sonate pour violon seul, ce qui démontre l'énorme prestige international de Quiroga, étant donné que les dédicataires des cinq autres sonates d'Ysaÿe étaient des violonistes mondialement célèbres tels que Enesco, Kreisler, Joseph Szigeti, Jacques Thibaud et Mathieu Crickboom.
Manuel Quiroga est retourné aux États-Unis en 1924, où ses deux concerts au Carnegie Hall ont étonné Mischa Elman. Il a également joué sous la direction d'Arturo Toscanini. De retour en Grande-Bretagne, il a joué avec le London Symphony Orchestra dirigé par Sir Thomas Beecham. Il a fait des tournées aussi bien en Belgique et qu'en Espagne.
Manuel Quiroga a donné de nombreux concerts en Espagne et en Amérique du Nord, avec le pianiste José Iturbi, qui avait été son camarade à Paris.
Le 31 mars 1925 à La Corogne, Manuel Quiroga a créé une grande composition de son cru, le  Concierto de Intrata. Il a rebaptisé cette œuvre  Primer Concierto en el estilo antiguo (Premier Concerto dans le style ancien). Il a joué souvent ce concerto au cours de sa carrière, mais surtout dans un arrangement pour violon et piano. En juin 1925, il a été admis à la Société des auteurs, compositeurs et éditeurs de musique à Paris.
Il fait sa première tournée sud-américaine en 1926, visitant l'Argentine et l'Uruguay, suivi par Cuba, le Mexique et les États-Unis une fois de plus. Il a fait une série d'enregistrements de courtes pièces en 1928 pour RCA Victor et Pathé.
Il a refait plusieurs tournées en Amérique en 1933 et 1937, où il a donné des récitals avec Mischa Levitzki et José Iturbi, et des concerts avec l'Orchestre philharmonique de New York sous la direction de Georges Enesco (jouant la Symphonie espagnole d'Édouard Lalo en février 1937). Il a aussi continué à créer ses propres compositions telles que Danza Argentina et Canto y Danza Andaluza. Lors de cette dernière tournée, il a aussi joué la Sonata « Española » Op. 82 de Joaquín Turina de 1934, dans ses concerts à New York, alors que la pièce n'a été créée en Espagne qu'en 1941.
Sa brillante carrière de concertiste international a été brutalement interrompue à l'âge de quarante-six ans. La tragédie a eu lieu le 8 juin 1937 à New York. Après avoir dit au revoir à José Iturbi à Times Square, sur le chemin de l'hôtel, après avoir donné un concert ensemble, Quiroga a été brutalement heurté par un camion. Le résultat a été la perte progressive de la mobilité de son bras droit, qui devint bientôt paralysé ce qui l'a empêché de jouer du violon en concert, malgré ses efforts acharnés pour récupérer.
Après cet accident, il est revenu en Espagne et s'est consacré à la composition et à la peinture, car il était également un dessinateur amateur doué. Il a continué de fréquenter des personnalités importantes du monde de l'art tels que le peintre Ignacio Zuloaga, le sculpteur Francisco Asorey (en), et bien d'autres. Il avait dans le passé rencontré Joaquín Sorolla y Bastida. En 1940, il a fait une longue série de caricatures de ses amis: Fritz Kreisler, José Iturbi, Eugène Ysaÿe, Pablo Casals, Carlos Chávez, Andrés Segovia, Arthur Rubinstein, Lucien Capet, Ricardo Viñes, Jacques Thibaud, et d'autres.
Atteint par la maladie de Parkinson, il a passé le reste de sa vie pratiquement confiné dans un sanatorium à Madrid accompagné par sa seconde épouse Maria Eladia Galvani Bolognini (Gigi). Il a déménagé à Pontevedra définitivement en 1959 dans la maison familiale. Il a continué à écrire de la musique jusqu'à sa mort dans sa ville natale le 19 avril 1961.
En tant que compositeur, il a écrit plusieurs dizaines de courtes pièces pour violon, et des cadences pour la plupart des grands concertos du répertoire classique.
Au cours de sa carrière de concertiste, il a joué sur des violons très prestigieux, comme un Amati de 1684, qui lui a été donné dans son enfance par une famille patricienne de Pontevedra, à qui le violon avait été offert par la reine Isabelle II et qui est aujourd'hui conservé au Musée provincial de cette ville, un Guadagnini, que lui-même a acquis, au moins une paire de Stradivarius, un donné par la veuve de Joachim Reifenberg et un autre, de 1713, donné par Jeannette Wallen et enfin un Guarnerius del Gesù de 1737, cédé par le marchand millionnaire américain John Wanamaker.

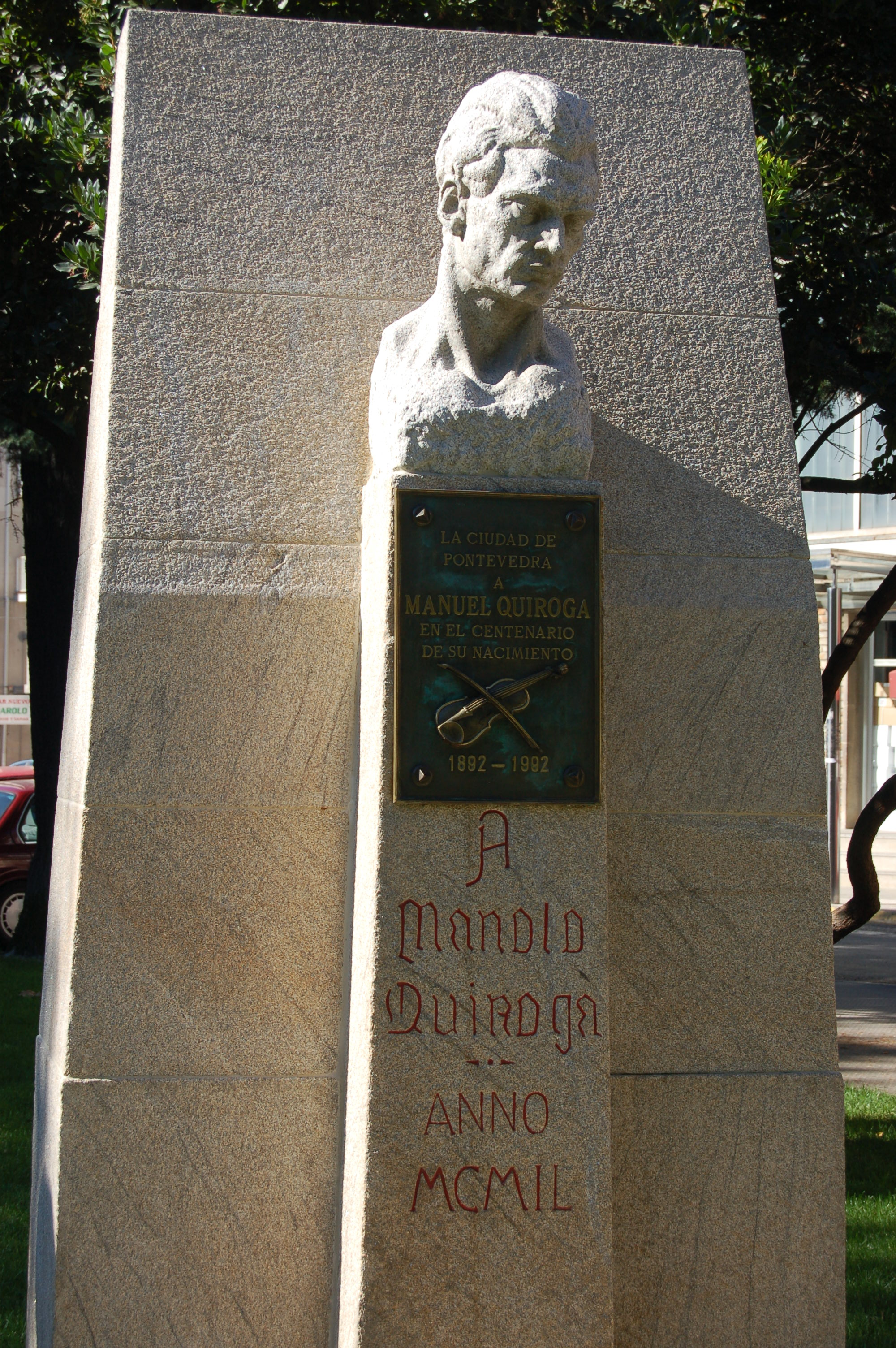
Mémorial de Manuel Quiroga à Pontevedra.

## Distinctions
Il a été fait le 24 septembre 1931 Chevalier de la Légion d'honneur française. Il a également été fait Commandeur de l'Ordre de Alfonso X le Sage (es).
Le Conservatoire Manuel Quiroga de Pontevedra, ancien Conservatoire de Pontevedra, fondé en 1863, a été baptisé Manuel Quiroga en son honneur. La rue où il est né, Calle del Comercio, a été renommée Calle Manuel Quiroga pour perpétuer son souvenir.
Le quatuor à cordes Cuarteto Quiroga, a choisi également de porter le nom de ce grand violoniste.

## Œuvres[7]

### Œuvres sur des thèmes espagnols
- Danzas españolas

Canto y danza Andaluza (violon et piano, 1936, création le 5 mars 1937, New York)
Jota nº 1 (violon et piano, 1925, création le 29 mars 1925, Vigo)
Jota nº 2 (violon et piano, 1936)
Lamento andaluz (violon et piano, 1936)
Playera y zapateado (violon et piano, 1925, création le 25 mars 1925, Vigo)
Rondalla (violon et piano, publiée en 1939)
Zapateado (violon et piano, 1939)
Zortzico (violon et piano, création le 25 mars 1928, New York)
- Danzas cubanas y argentinas

1re Guajira (violon et piano, publiée en 1924)
2e Guajira (violon et piano, publiée en 1925, création le 25 mars 1925, Vigo)
1re Habanera (violon et piano, création le 13 mars 1928, La Havane)
2e Habanera (violon et piano)
1re Danza argentina (violon et piano, création le 5 avril 1937, New York)
2e Danza argentina (violon et piano)
- Himnos y canciones para Galicia y España

¡España! (violon et piano)
Galicia (violon et piano, 1938)
Alalá (violon et piano)
Alborada (violon et piano, 1925, création le 31 mars 1925, La Corogne)
Emigrantes celtas (violon seul, 1924, création le 29 mars 1925, Vigo)
Muñeira (violon seul, 1924, création le 29 mars 1925, Vigo)

### Autres œuvres originales
- Canto Amoroso (violon et piano, création 1928 New York)
- Viena (violon et piano)
- Bruissement d’ailes (caprice pour 2 violons, 1941)
- Scherzando (caprice pour 2 violons)
- Primer Concierto en el Estilo Antiguo (Premier Concerto dans le Style Antique) pour violon et orchestre (publié en 1925)

Transcriptions
Allegrissimo de Scarlatti (violon seul, publié en 1921)
Allegro de Scarlatti (violon et piano, publié en 1921)
Andante cantabile de Mendelssohn (violon et piano, publié en 1921)
Cadences
pour le Concerto pour violon de Beethoven (1941)
pour le Concerto pour violon de Brahms (1940)
pour le Concerto pour violon nº 3 K.216 de Mozart (1939)
pour le Concerto pour violon nº 3 KConcerto pour violon nº 3'' K.218 de Mozart (1940)
pour le Concerto pour violon nº 4 K.219 de Mozart (1940)
pour le Concerto pour violon nº 6 K.268 de Mozart (1940)
pour le Concerto pour violon K.271a de Mozart (1940)
pour le Concerto pour violon nº 1 Op. 6 de Paganini (1921)
pour le Concerto pour violon nº 1 Op. 6 de Paganini (1940)
Cadencia para una fantasía
Études, caprices et variations pour violon seul
Estudio
Tres caprichos (1936-1937)
Seis caprichos (1941-1942)
9 variaciones sobre el capricho núm. 24 de Paganini (publiées en 1928)
12 variaciones sobre el capricho núm. 24 de Paganini (1942)

### Quelques œuvres dédicacées à Manuel Quiroga Losada par d'autres compositeurs
- Fragment Lyrique, Op. 11 de Jacques Arnay
- Fileuse Op. 12, de César Espejo (1892-1988)
- Fantasía para violin y orquesta d'Eduardo Fabini (es) (1882-1950)
- Sonata para violín y piano, d'Enrique Granados
- Six Études de Concert, par son professeur Édouard Nadaud (1862-1928)
- Sur un air de danse de Pablo Esteve, 1779, le cinquième des "Cinq commentaires" de Joaquín Nin
- Humoresque, de Paul Paray
- Air de Danse, de Roger Penou
- Les Promis, de Marcel Samuel-Rousseau
- Sonate Op. 27, nº 6, pour violon seul d'Eugène Ysaÿe

## Enregistrements
Manuel Quiroga n'a enregistré aucune pièce du grand répertoire comme les sonates ou les concertos. Il a fait de nombreux enregistrements de pièces courtes en 1912 et de nouveau en 1928. La plupart de ces pièces sont incluses dans un enregistrement appelé «Great Violinists, Volume 5», diffusé par Symposium Records.
Ces pièces comprennent des œuvres d'Albéniz, Falla, Kreisler, Sarasate, Wieniawski et d'autres, et surtout, quatre de ses propres compositions: Segunda Guajira, Danza Española, Rondalla, et Canto amoroso.